# Luperina nickerlii
Luperina nickerlii is een vlinder uit de familie uilen (Noctuidae). De wetenschappelijke naam is voor het eerst geldig gepubliceerd in 1845 door  Freyer.
De soort komt voor in Europa.